# Leyendas del planeta Thámyris
Leyendas del planeta Thámyris es una novela de 1982 escrita por Joan Manuel Gisbert.
Fue declarado Libro de Interés Infantil por el Ministerio de Cultura de España en 1983.

## Argumento
Al protagonista (que es el propio narrador) le llega una carta de un astrónomo que dice de haber descubierto un planeta llamado Thámyris, en el que suceden unos hechos extraordinarios. Le narra así historias como la Leyenda de la pirámide de la noche eterna, las Leyendas del origen de Mileterris, el continente insular, la Leyenda de Abendroth, el devorador de sueños, y también a la Leyenda de Centilia y el universo inmóvil.